# Tephrosia floridana
Tephrosia floridana är en ärtväxtart som först beskrevs av Anna Murray Vail, och fick sitt nu gällande namn av Duane Isely. Tephrosia floridana ingår i släktet Tephrosia och familjen ärtväxter. Inga underarter finns listade i Catalogue of Life.